# سیارک ۱۷۱۰
سیارک ۱۷۱۰ (به انگلیسی: 1710 Gothard، نامگذاری:1941UF) هزار و هفتصد و دهمین سیارک کشف شده‌است که در ۲۰ اکتبر ۱۹۴۱ کشف شد.
قدر مطلق سیارک برابر ۱۳٫۳۰ است.